# Capitani (serie televisiva)
Capitani è una serie televisiva lussemburghese del 2019.

## Trama

### Prima stagione
Il protagonista è Luc Capitani, ispettore della polizia giudiziaria del sud del Paese. Nella prima stagione è a Éislek (Oesling), a Manscheid (Mënscht), per motivi privati, quando viene assunto sur place per risolvere l'omicidio di una ragazza, Jenny Engel, trovata morta nella foresta. Al suo fianco per le indagini la giovane poliziotta Elsa Ley, che viene dalla zona. Gli investigatori si ritrovano presto invischiati in un complicato intrigo, dove tutto è solo un'illusione e ogni abitante del villaggio sa più di quello che vuole raccontare. E poi c'è una vecchia vicenda di 15 anni fa, con la quale si confronta.

### Seconda stagione
Luc Capitani esce di prigione dopo 3 anni. Questo, però, a una condizione: dovrebbe infiltrarsi sotto copertura nella scena notturna del quartiere Gare della città. Dopo l'omicidio di una prostituta, viene assunto dalla proprietaria di cabaret Valentina Draga per prendersi cura delle ragazze e del figlio di lei, Dominick. Allo stesso tempo, Elsa Ley indaga sull'ambiente della droga dello Stater Gare, dove una nuova mafia dalla Nigeria è in procinto di espandersi. I due si rendono presto conto che ci sono sovrapposizioni nei loro casi e che devono lavorare insieme senza mettere a rischio se stessi o il proprio lavoro.

## Episodi
| Stagioni         | Episodi | Prima TV originale | Pubblicazione Italia |
| ---------------- | ------- | ------------------ | -------------------- |
| Prima stagione   | 12      | 2019               | 2021                 |
| Seconda stagione | 12      | 2022               | 2022                 |